# Batalla de Marston Moor
La batalla de Marston Moor tuvo lugar el 2 de julio de 1644. Fue la principal batalla de la Primera revolución inglesa y una de las más decisivas, que enfrentó al ejército de la Monarquía de Carlos I de Inglaterra contra las tropas del Parlamento británico. La victoria fue de los parlamentarios y, como consecuencia, el rey Carlos I perdió el norte de Inglaterra.

## Campaña
A principios de 1644, la guerra civil inglesa se amplió cuando un ejército covenanter escocés, dirigido por Alexander Leslie, primer conde de Leven invadió Inglaterra septentrional, en alianza con el Parlamento. El ejército realista del Norte, dirigido por William Cavendish, disputó la frontera pero tuvo que retirarse precipitadamente a York cuando esa ciudad se vio amenazada por un ejército parlamentario comandado por Lord Fairfax y su hijo, sir Thomas Fairfax.
Leven y Fairfax pusieron sitio a York el 22 de abril. La caballería de Newcastle dirigida por George Goring, Lord Goring, salió de la ciudad, dirigiéndose a Lancashire. El 3 de junio, los asediantes recibieron el refuerzo de otro ejército parlamentario, el de la «Asociación del Este» bajo Edward Montagu, II conde de Mánchester, y las operaciones de sitio comenzaron en serio. Por consentimiento común, el veterano Leven fue aceptado como comandante en jefe de los tres ejércitos aliados.
El príncipe Ruperto del Rin, sobrino del rey Carlos I, se había movido hacia el norte desde Shrewsbury ya el 16 de mayo, con el objetivo de liberar York. Había estado reuniendo afanosamente reclutas y refuerzos (incluyendo a Goring) y restaurando la suerte de los realistas en Lancashire. El 14 de junio, el rey Carlos le escribió, ordenándole perentoriamente que aliviara a York y luego regresara al sur para reunirse con el rey. Estas órdenes fueron escritas precipitadamente, pues el propio rey estaba presionado duramente por los ejércitos parlamentarios, y contenía algunas frases ambiguas.

### La marcha hacia York
Ruperto marchó a través de los montes Peninos con un ejército de 6000 jinetes y 8000 hombres de infantería. El 30 de junio, alcanzó Knaresborough, una marcha de un día hacia el noroeste de York. Los aliados habían esperado que los refuerzos de las Midlands bajo sir John Meldrum y el Conde de Denbigh podrían librarlos de esta amenaza, pero supieron que estas fuerzas no podrían intervenir a tiempo. Por lo tanto, abandonaron el sitio y se concentraron en Marston Moor, por el flanco del camino previsto de Ruperto hacia York (a lo largo de la vieja calzada romana llamada Ermine Street, la moderna A59). Sin embargo, Ruperto hizo que un flanco marchara vía Boroughbridge y Thornton Bridge, lo que situaba al río Ouse entre él y los ejércitos aliados. A última hora del 1 de julio sus fuerzas derrotaron a los dragones de Mánchester, las fuerzas encargadas de la protección de un puente de barcazas sobre el Ouse en la aldea de Poppleton, unas pocas millas al norte de York. Mientras tanto, Goring entró en contacto con la guarnición de York, entrando en la ciudad a través de la «barra de Bootham».

## Despliegue de los ejércitos
Recuperada York, era casi seguro que los escoceses, Manchester y Fairfax se retirarían y se dividirían, pero Ruperto insistió en que las órdenes recibidas del rey (que no mostró a Newcastle) eran derrotarlos en el campo de batalla. El 2 de julio, los ejércitos aliados estaban ya marchando hacia el sur desde Marston Moor cuando su retaguardia informó que los realistas estaban cruzando el puente de barcas capturado y avanzando hacia el páramo. Las tropas aliadas fueron llamadas apresuradamente, pero Ruperto no atacó inmediatamente. Había ordenado a Newcastle que se le uniera con parte de la guarnición de York, pero estas tropas se habían amotinado por la falta de paga y de suministros, y por lo tanto llegaron tarde.
Ambos ejércitos se formaron por la tarde, y los desplegaron como sigue:

### Escoceses y parlamentarios
Los parlamentarios ocuparon Marston Hill, una prominencia baja pero aun así por encima del resto en el llano valle de York, entre las aldeas de Long Marston y Tockwith. Tenían la ventaja de la altura, pero los campos de maíz que había entre las dos aldeas obstaculizaron su despliegue.
Su ala izquierda estaba bajo mando de Oliver Cromwell, y consistía en 3000 hombres a caballo de la asociación del este, incluyendo el propio regimiento de Cromwell llamado ironsides o 'costillas de hierro', y 600 mosqueteros separados. 1000 escoceses de caballería ligera bajo sir David Leslie fueron desplegados a la retaguardia de Cromwell, y 500 dragones escoceses (infantería montada) en el extremo a la izquierda.
El centro, bajo varios generales sin un comandante general, consistía en 14 000 infantes, con 30 o 40 piezas de artillería (principalmente ligera). Los distintos regimientos habían sido desplegados precipitadamente mientras volvían al campo y estaban bastante desordenados, pero la mayor parte de los infantes de Mánchester bajo el Sargento comandante general Lawrence Crawford estaban en la izquierda de la línea delantera, y los de Lord Fairfax en el centro. Las brigadas escocesas compusieron la derecha de la línea delantera (bajo el teniente general William Baillie), y casi todas las líneas segunda y tercera (bajo el sargento comandante general James Lumsden).
El ala derecha fue mandada por sir Thomas Fairfax, con 2000 jinetes de Yorkshire y de Lancashire, y 600 mosqueteros, con mil escoceses a caballo en su retaguardia.

### Los ejércitos realistas
El realistas ocupó el páramo que quedaba en la parte inferior, detrás de una zanja de drenaje. Cuando llegó tardíamente el contingente de York, las disposiciones de Rupert fueron criticadas por Lord Eythin, uno de los principales oficiales de Newcastle, por haberlos llevado muy cerca del enemigo. Puesto que Eythin también pontificó que el día estaba demasiado avanzado para atacar o disponerse de otro modo, el ejército realista no se retrasó antes de prepararse para pasar la noche.
Su ala izquierda consistió en 2100 de caballería, principalmente de la «Caballería del Norte», y 500 mosqueteros, bajo el mando de Goring.
Su centro fue nominalmente mandado por Eythin, aunque el General sargento-comandante Henry Tillier condujo a la mayoría de las tropas. Una esperanza vana de mosqueteros se alinearon en la zanja. Las unidades de infantería del ejército de Ruperto, unos 7000 hombres, formaron a la primera línea, con el contingente de la infantería de 3000 hombres del ejército de Newcastle, y una brigada de la «Caballería del Norte», en número de 600, bajo sir Guillermo Blakiston, detrás de ellos. Había también 14 armas del campo.
El ala derecha fue dirigida por John Byron, primer Barón Byron, entonces Lord Byron, con 2600 a caballo y 500 mosqueteros.
Rupert mandaba una reserva de 600 jinetes, incluyendo su cuerpo de élite Guarda de corps a caballo, en persona.

## La batalla

### Fase inicial
Aunque había habido breves intercambios de fuego de artillería y algunas escaramuzas entre los puestos avanzados durante la tarde, Ruperto pensó que todavía tenía la iniciativa y que la batalla no ocurriría hasta el día siguiente. Pero, en cerca de las siete y media de la tarde, Leven atacó repentinamente con el pretexto de una tempestad de la lluvia, tomando a los realistas por sorpresa.
En la izquierda aliada, el avance deliberado de Cromwell, apoyado por Lawrence Crawford, rompió el ala de Byron. Byron había ordenado una contra-carga, descolocando con esto a sus propias tropas e impidiendo que sus mosqueteros abrieran fuego, por lo que luego se culpó a Ruperto por la derrota. En el centro, la mayoría de la línea delantera aliada de la infantería consiguió forzar su paso a través de la zanja. A la derecha, el ala de sir Thomas Fairfax se fue peor. Su caballería quedó desordenada por la zanja y por el fuego de mosquete realista y cuando Goring contraatacó, los hombres de Fairfax fueron echados del campo.
La mayoría de tropas de Goring se dispersaron en la persecución o salieron de la batalla para saquear el tren aliado del bagaje, pero algunos de ellos bajo sir Charles Lucas giraron para atacar el flanco derecho de la infantería aliada. Al mismo tiempo, parte de la infantería de Newcastle y de la brigada a caballo de Blakiston los contraatacaron de frente. Bajo estos asaltos en la confusión y la oscuridad que iba cayendo, aproximadamente la mitad de los escoceses y de la infantería parlamentaria huyeron. Leven y Lord Fairfax también abandonaron el campo, creyendo todo perdido. Manchester permanecía, pero no mandaba más que a su propio regimiento de infantería cerca de la retaguardia aliada. Sin embargo, una brigada escocesa bajo Conde de Crawford-Lindsay y el vizconde Maitland resistió firme contra Lucas, y detrás de ellos el sargento escocés comandante general sir James Lumsden consiguió reformar parte del centro aliado.
Mientras tanto, Ruperto reunió a algunos de los hombres de Byron (incluyendo el propio regimiento de Ruperto a caballo) y los condujo, junto a su reserva, contra Cromwell. Un oficial parlamentario escribió: «la propia división de Cromwell pasó un mal rato; pues cargaron contra ellos los más valientes hombres de Ruperto tanto de frente como por el flanco; se mantuvieron a punta de espada durante un buen rato, cortándose entre ellos; pero al final (así le plugo a Dios) los sobrepasó, dispersándolos antes de él como polvo». Los escoceses de sir David Leslie, con el tiempo, inclinaron la balanza en favor de Cromwell. Los caballeros de Ruperto escaparon y él mismo se libró de ser capturado por poco.

### La victoria de Cromwell
Para entonces ya era completamente de noche. El campo de batalla era una escena de salvaje confusión, y miles de fugitivos de ambos bandos se dispersaron por el campo en un radio de varias millas alrededor. Un mensajero de Irlanda que cabalgaba buscando al príncipe Ruperto escribió: 

En esta horrible distracción recorrí el país; aquí me encontraba con un grupo de escoceses lamentándose, 'Ay de nosotros, estamos deshechos'; y estaba tan lleno de lamentaciones y lutos, como si les hubiera llegado el día del juicio y la condenación, y de donde no sabían a donde escapar; y luego me topé con una tropa destrozada reducida a cuatro y un corneta; de vez en cuando con un pequeño oficial de infantería sin sombrero, banda, espada, o nada salvo sus pies y lengua suficiente para preguntar el camino a las siguientes guarniciones, que (para decir la verdad) estaban repletas de rezagados de ambos lados dentro de unas pocas horas, aunque estuvieran alejadas del lugar de la lucha 20 o 30 millas.

Los cinco ejércitos habían perdido a sus comandantes en jefe. Newcastle, que en cualquier caso raramente había dirigido a sus hombres en el campo de batalla, había cargado con un cuerpo de «caballeros voluntarios» y estaba fuera de alcance. Podía haber resultado una batalla de resultado incierto, pero los jinetes disciplinados de Cromwell se habían reunido y fueron la clave de la victoria. Sir Thomas Fairfax había consiguió abrirse camino a través de los hombres de Goring hasta alcanzar a Cromwell e informar de la situación en el flanco derecho aliado. Cromwell ahora condujo su caballería justo alrededor de la parte posterior de los realistas para atacar al ala de Goring desde atrás. Goring intentó reunir sus cansadas y desorganizadas tropas para hacer frente a esta amenaza, pero ellos también fueron superados.
Cromwell y Crawford ahora giraron sobre los restos del centro realista, sobrepasando unidades sucesivas. Finalmente parte de la infantería de Newcastle, los whitecoats ('casacas blancas'), reunidos para crear una última resistencia en un recinto llamado White Sike Close, donde por un rato repelió todos los ataques de Cromwell. Rechazaron entregarse y con el tiempo fueron superados, sobreviviendo solo un puñado de ellos.
Los realistas perdieron 4000 hombres, muertos, muchos de la última resistencia de los casacas blancas. 1500 realistas cayeron prisioneros, incluyendo a sir Charles Lucas y Henry Tillier. Las bajas escocesas y parlamentarias fueron mucho menores; quizás únicamente 300 muertos. El grueso de las muertes aliadas se produjo en el ejército de Fairfax. Charles, hermano de sir Thomas Fairfax, resultó herido de muerte.

## Las consecuencias

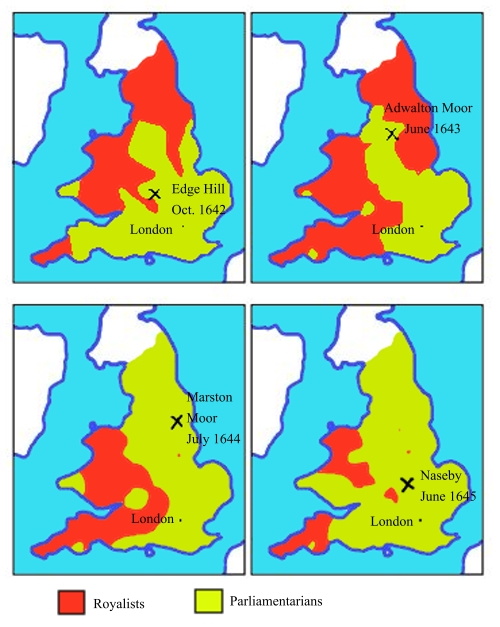
La guerra civil inglesa, desde 1642 hasta 1645. Marston Moor fue decisivo para que el Parlamento se hiciera con el control del norte de Inglaterra.

Dos días después de la batalla, Ruperto reunió a 5000 jinetes y algunos cientos de hombres de infantería en York. Consideraba que le habían pedido volver al sur para unirse al rey, y marchó de regreso detrás de los Peninos. Mientras tanto, el marqués de Newcastle (quien había gastado toda su extensa fortuna en la causa realista) y sus principales oficiales marcharon al exilio en ultramar. Con la marcha de Ruperto y de Newcastle, los realistas abandonaron de hecho el norte de Inglaterra.
Los aliados se reagruparon y reasumieron el sitio de York. La guarnición se entregó en términos honorables el 16 de julio. A lo largo de los meses siguientes los escoceses y los parlamentarios eliminaron lentamente las guarniciones restantes de realistas por toda la Inglaterra norteña. La caballería realista de la zona, la «Caballería del Norte», siguió luchando por el rey Carlos bajo sir Marmaduke Langdale, pero se fueron haciendo más indisciplinados y licenciosos, apartando de la causa realista a muchos simpatizantes anteriores.
En Marston Moor, el príncipe Ruperto había sido decisivamente derrotado por primera vez en la guerra, y perdió su reputación de invencibilidad. Con posterioridad a la batalla se descubrió el cuerpo de su perro faldero, Boye. La propaganda parlamentaria sacó mucho partido de esto, tratando a Boye casi como un familiar del diablo.
En contraste, se estableció la reputación de Oliver Cromwell como comandante de la caballería. Durante los meses siguientes, ejerció una creciente influencia en la Cámara de los Comunes y en los ejércitos parlamentarios en el campo.